# Васкес, Серхио
Се́рхио Фабиа́н Ва́скес (исп. Sergio Fabián Vázquez; 23 ноября 1965, Буэнос-Айрес) — аргентинский футболист, защитник. Выступал за аргентинские клубы «Феррокарриль Оэсте», «Расинг», «Росарио Сентраль» и «Банфилд», чилийский «Универсидад Католика» и японский «Ависпа Фукуока». С 1991 по 1994 год играл за национальную сборную, провёл в её составе 30 матчей и стал двукратным победителем Кубка Америки и победителем Кубка Короля Фахда.
После завершения карьеры работал тренером. Возглавлял клубы «Вилья Дальмине» и «Депортиво Арменио».

## Карьера

### Клубная
Серхио Васкес начал свою карьеру в клубе «Феррокарриль Оэсте». За 6 лет в этой команде он провёл 161 матч и забил 4 гола. С 1991 по 1992 год Васкес по одному сезону провёл в клубах «Расинг» и «Росарио Сентраль».
В 1993 году Серхио перешёл в чилийский клуб «Универсидад Католика», за который сыграл 16 матчей, забив 2 гола. С этой командой он стал обладателем двух кубков — Межамериканского и Кубка Чили. С 1996 по 1997 год играл в «Банфилде» и «Ависпе Фукуока», после чего завершил карьеру.

### Международная
В национальной сборной Аргентины Серхио Васкес дебютировал в 1991 году. В том же году стал победителем Кубка Америки. Через год победил на Кубке Короля Фахда, а ещё через год выиграл второй Кубок Америки. В 1994 году был в заявке на Чемпионат мира, но на поле не выходил. Всего за сборную он провёл 30 матчей.

## Достижения
«Универсидад Католика»
- Обладатель Межамериканского кубка: 1993
- Обладатель Кубка Чили: 1993